# Río Kop
El río Kop (del ruso: Копь) es un río del raión de Vagái del óblast de Tiumén, en Rusia. Es un afluente por la derecha del río Ashlyk, que lo es del río Vagái, que lo es del río Irtish, y éste a su vez del río Obi, a cuya cuenca hidrográfica pertenece. Discurre por la Llanura de Siberia Occidental.

## Geografía
Su curso tiene 11 km de longitud. Nace a unos 63 m sobre el nivel del mar, 6 km al sureste de Shíshkina y se dirige al norte pasando por el lago Vysokoye y Bolshói Kachir para luego girar al oeste  para desembocar a 54 m de altura en el Ashlyk, al sur de Shíshkina, a 110 km de su desembocadura en el río Vagái junto a Yermakí.